# Nyírtét
Nyírtét là một thị trấn thuộc hạt Szabolcs-Szatmár-Bereg, Hungary. Thị trấn này có diện tích 17,17 km², dân số năm 2010 là 1071 người, mật độ 62 người/km².